# Première guerre du Haut-Karabagh
Vous lisez un « bon article » labellisé en 2008.
Batailles
- Askeran
- Soumgaït
- Kirovabad
- Bakou
- Janvier Noir
- Opération Anneau
- Stepanakert
- Khodjaly
- Maragha
- Chouchi
- Opération Goranboy
- Agdam
- Kelbadjar

- Guerre de 1988-1994
- Affrontements de Mardakert de 2008
- Affrontements de 2010
- Affrontements de Mardakert de 2010
- Affrontements de 2012
- Affrontements de 2014
- Destruction d'un hélicoptère en 2014
- Guerre d'Avril
- Affrontements de 2018
- Affrontements de juillet 2020
- Guerre de 2020
- Opération Farukh
- Guerre de 2023

La guerre du Haut-Karabagh, appelée aussi première guerre du Haut-Karabagh et appelée en Arménie guerre de libération de l'Artsakh, est le premier et le plus ancien des conflits post-soviétiques : elle a lieu entre février 1988 et mai 1994 dans l'enclave arménienne du Haut-Karabagh, en Azerbaïdjan du Sud-Ouest, entre les Arméniens de l'enclave, alliés à la république d'Arménie, et la république d'Azerbaïdjan à laquelle cette région autonome était rattachée. Le 26 février 1988, défilent à Erevan un million de personnes, revendiquant le rattachement du Haut-Karabagh à l'Arménie. Le parlement de l'enclave, qui vote l'union avec l'Arménie le 20 février 1988, et un référendum accordé à la population déterminent un même souhait. La demande d'union avec l'Arménie, qui se développe vers la fin des années 1980, commence pacifiquement, mais la désintégration de l'Union soviétique transforme le mouvement en un conflit violent entre les deux groupes ethniques, aboutissant ainsi à des allégations de nettoyage ethnique par les deux camps,.
Cette guerre est le premier, le plus ancien et le plus récurrent des conflits post-soviétiques, et l'un des plus importants en nombre de morts et en pertes de propriété, du moins jusqu'à l'invasion de l'Ukraine par la Russie en 2022. Tout comme le mouvement sécessionniste parcourant les républiques baltes d'Estonie, de Lettonie et de Lituanie, le mouvement a favorisé et symbolisé la dislocation de l'URSS. Lorsque l'Azerbaïdjan déclare son indépendance de l'URSS (30 août 1991), le Haut-Karabagh réagit en faisant sécession de l'Azerbaïdjan le 2 septembre 1991, ce à quoi l'Azerbaïdjan réagit supprimant l'autonomie de l'enclave arménienne le 26 novembre 1991. Ces événements sont le résultat final d'un « ressentiment éprouvé par les membres de la communauté arménienne du Haut-Karabagh envers les limitations imposées par les autorités soviétiques et azerbaïdjanaises concernant la liberté culturelle et religieuse » et du différend territorial historique concernant l'Artsakh. Selon diverses analyses, la différence religieuse entre chrétiens et musulmans n'est pas significative dans le conflit.
Des combats de grande ampleur ont lieu vers la fin de l'hiver 1992-1993. La médiation internationale de plusieurs groupes comme l'OSCE ne parvient pas à trouver une résolution du conflit qui satisfasse les intérêts des deux parties. Au printemps 1993, grâce au soutien russe, les forces arméniennes occupent les régions voisines à l'enclave, en dépit des menaces d'intervention de la Turquie. En 1994, vers la fin de la guerre, les Arméniens contrôlent 14 % du territoire azerbaïdjanais, dont l'enclave du Haut-Karabagh représente 5%, et les régions adjacentes 9 %,. Le conflit fait 400 000 réfugiés arméniens d'Azerbaïdjan et 800 000 réfugiés azéris d'Arménie et du Karabagh. Un cessez-le-feu est signé en mai 1994 à Bichkek avec la médiation russe. Des négociations entre les deux pays impliqués, sous la supervision du groupe de Minsk de l'OSCE, ont lieu ensuite. Malgré ce cessez-le-feu, des escarmouches meurtrières éclatent cependant de manière régulière le long de la frontière, les derniers en date en 2020 et en 2021-2023, avec cette fois des succès pour l'Azerbaïdjan et l'évacuation des trois quarts du territoire occupé depuis 1993 par l'Arménie.

## Aperçu historique

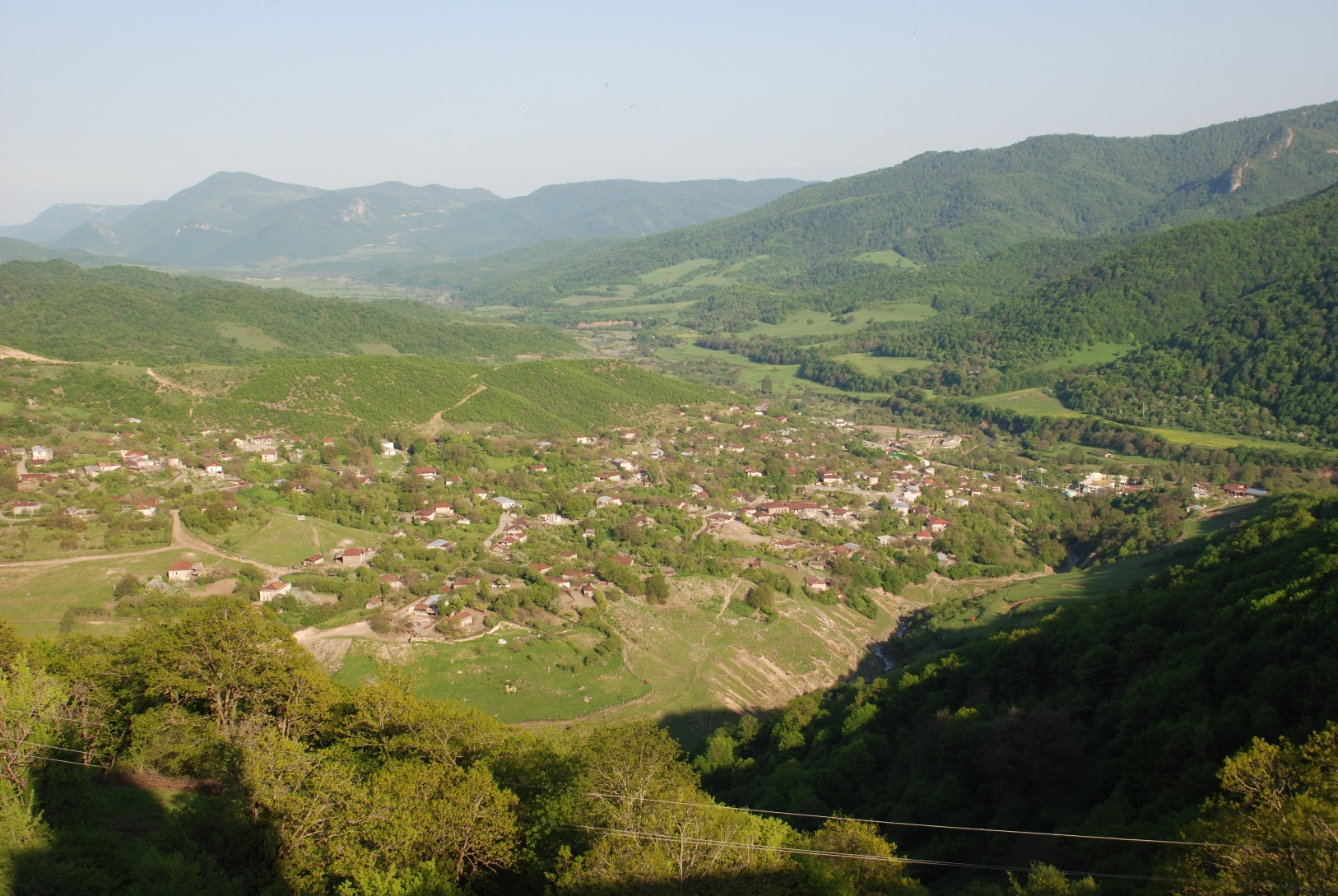
Paysage du Karabagh.

La souveraineté sur le Haut-Karabagh est toujours disputée entre l'Arménie et l'Azerbaïdjan. Appelé aussi Artsakh (en arménien : Արցախ) par les Arméniens, son histoire s'étend sur plusieurs siècles, au cours desquels il fut contrôlé par divers empires. Le débat se concentre cependant sur l'histoire de la région après la Première Guerre mondiale. L'Empire russe se désintègre en novembre 1917 et les Bolcheviks prennent le pouvoir. L'Arménie, l'Azerbaïdjan et la Géorgie, les trois « nations » du Caucase précédemment sous contrôle russe, déclarent leur indépendance et forment la république démocratique fédérative de Transcaucasie, dissoute après trois mois d'existence.

### Guerre entre l'Arménie et l'Azerbaïdjan
Des combats commencent ainsi entre les républiques d'Arménie et d'Azerbaïdjan dans trois régions spécifiques : le Nakhitchevan, le Zanguezour (région arménienne actuelle de Syunik) et le Karabagh. L'Arménie et l'Azerbaïdjan se querellent au sujet des frontières entre les deux pays au niveau de ces trois régions. Les Arméniens du Haut-Karabagh tentent de déclarer l'indépendance mais ne peuvent établir de contact avec la République d'Arménie, d'autant que l'Empire ottoman occupe la région, secondé par des armées allemandes. Après la défaite de l'Empire ottoman lors de la Première Guerre mondiale, des troupes britanniques occupent le Caucase du Sud en 1919. Le commandement britannique impose provisoirement Khosrov bei Sultanov (désigné par le gouvernement azerbaïdjanais) comme gouverneur-général du Karabagh et du Zanguezour, en attendant une décision finale à la conférence de paix de Paris (1919).

### Division soviétique
Deux mois plus tard, les Britanniques se retirent et la onzième armée russe envahit le Caucase : au bout de trois ans, les républiques caucasiennes forment la république socialiste fédérative soviétique de Transcaucasie au sein de l'Union soviétique. Les Bolcheviks créent ensuite un comité de sept membres, le Bureau du Caucase (le Kavburo), qui, sous la supervision de Staline, alors commissaire du Peuple pour les nationalités, doit appliquer dans la région le découpage ethnique de type soviétique, avec des républiques et des régions autonomes.
Ce comité vote par quatre voix à trois en faveur d'une annexion du Karabagh à la République socialiste soviétique d'Arménie. Toutefois, des protestations de la part des dirigeants azerbaïdjanais, notamment le dirigeant du parti communiste d'Azerbaïdjan, Nariman Narimanov, ainsi qu'un soulèvement anti-soviétique à Erevan en 1921 dégradent les relations entre la Russie et l'Arménie. Cette situation conduit le comité à revenir sur sa décision et à attribuer le Karabagh à la république socialiste soviétique d'Azerbaïdjan en 1921, pour incorporer l'oblast autonome du Haut-Karabagh à la RSS d'Azerbaïdjan en 1923, la laissant avec une population arménienne à 94 %,. La capitale, auparavant Chouchi (Շուշի), est remplacée par Khankendi, en arménien Stepanakert (Ստեփանակերտ).
Les académiciens arméniens et azéris ont spéculé sur cette décision, qui serait une application par la Russie du principe diviser pour régner. Il en irait de même avec l'exclave du Nakhitchevan, séparée par l'Arménie du reste de l'Azerbaïdjan. D'autres ont aussi supposé que la décision était un geste du gouvernement soviétique pour contribuer à maintenir de « bonnes relations avec la Turquie d'Atatürk ». L'Arménie a toujours refusé de reconnaître cette décision et a continué à en contester la légalité durant les décennies de gouvernement soviétique.
Durant la période soviétique, les Arméniens du Karabagh se sentent l'objet de discriminations variées de la part de l'Azerbaïdjan. Les autorités azerbaïdjanaises restreignent les liens entre l'enclave et l'Arménie et poursuivent une politique de « désarménisation » dans la région et de peuplement azéri, déplaçant des populations arméniennes en dehors de l'oblast et négligeant ses besoins économiques. Le recensement de 1979 montre que la population de l'enclave s'élève à 162 200 individus, dont  123 100 Arméniens (75,9 %) et 37 300 Azéris (22,9 %), ce que les Arméniens ne manquent pas de comparer aux chiffres de 1923 (94 % d'Arméniens). Des villages arméniens ont également été démantelés (85 en 1980), ce qui n'est le cas d'aucun village azéri.

## Février 1988 et la réapparition de la question du Haut-Karabagh

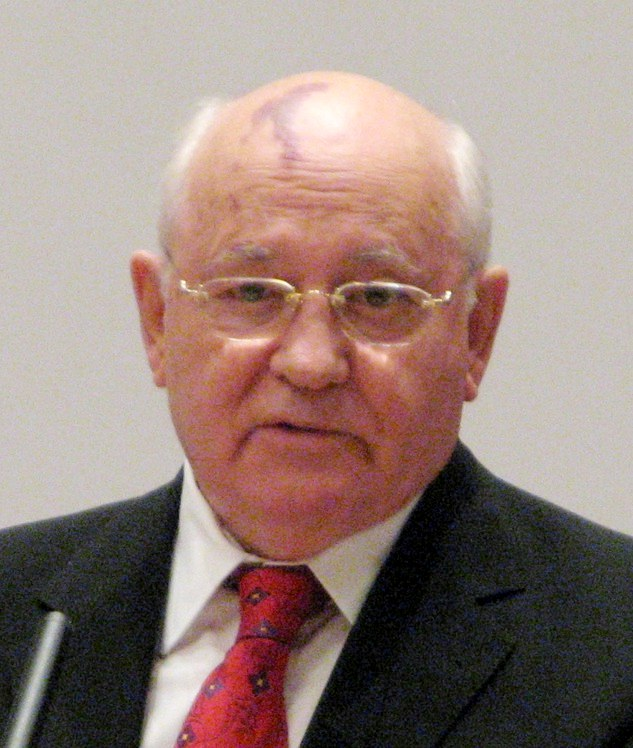
Mikhaïl Gorbatchev.

Mikhaïl Gorbatchev devient secrétaire général du Parti communiste de l'Union soviétique en mars 1985, et entreprend ses réformes de perestroïka et de glasnost. La glasnost, ou « ouverture », augmente les libertés individuelles, les citoyens pouvant alors exprimer leurs doléances vis-à-vis du système soviétique et de ses dirigeants. Capitalisant sur ce principe, les dirigeants du Soviet régional du Karabagh votent l'unification de la région autonome avec l'Arménie le 20 février 1988. Les dirigeants arméniens du Karabagh se plaignent en effet de n'avoir ni livres en arménien dans les écoles, ni télévision. Ils dénoncent aussi la tentative par le secrétaire général du parti communiste d'Azerbaïdjan, Heydar Aliyev, d'« azérifier » la région, d'augmenter l'influence et le nombre des Azéris du Haut-Karabagh et de réduire, dans le même temps, sa population arménienne (en 1987, Aliyev descend en grade et devient le secrétaire général du Politburo du Parti communiste azerbaïdjanais). En 1988, la population arménienne du Karabagh a diminué et ne représente plus que trois quarts de la population totale. Le mouvement est dirigé par des personnalités arméniennes populaires et par des membres de l'intelligentsia russe, comme le dissident et prix Nobel de la paix Andreï Sakharov. Avant la déclaration, les Arméniens ont manifesté et organisé des grèves ouvrières à Erevan pour demander une unification avec l'enclave, provoquant des contre-manifestations à Bakou. 
Face à ces évènements, Gorbatchev déclare que les frontières entre les républiques ne changeraient pas, en vertu de l'article 78 de la Constitution soviétique. Gorbatchev déclare également que d'autres régions de l'Union soviétique souhaitent des changements territoriaux, et que retracer les frontières au Karabagh pourrait établir un dangereux précédent. Les Arméniens, quant à eux, considèrent la décision du Kavburo de 1921 avec dédain et estiment qu'en vertu du principe d'autodétermination reconnu dans la constitution, ils sont en train de corriger une erreur historique. De leur côté, les Azéris ne peuvent comprendre ces appels visant à leur faire abandonner une partie de leur territoire et s'alignent sur la position de Gorbatchev.

### Soumgaït
Des heurts ethniques se produisent bientôt entre Arméniens et Azéris au Karabagh. Le 22 février 1988, près de la ville d'Askeran (entre Stepanakert et Agdam), une confrontation directe entre Azéris et Arméniens dégénère rapidement. Durant les altercations, pendant lesquelles 50 Arméniens sont blessés, un policier de la région, censément arménien, tue deux jeunes Azéris. Le 27 février 1988, lors d'un discours à la télévision centrale de Bakou, le vice-procureur soviétique, Alexandre Katusev, mentionne la nationalité des victimes.
Le clash d'Askeran est le prélude au pogrom de Soumgaït, où les tensions, déjà vives, prennent une tournure atroce lors d'une série de manifestation débutant le même jour. Prenant la parole lors des manifestations, des réfugiés azéris de la ville arménienne de Kapan accusent les Arméniens de « meurtres et d'atrocités incluant des viols de femmes et des mutilations sur leur poitrine ». Après quelques heures, un pogrom est lancé contre les résidents arméniens de Soumgaït, petite ville à 25 km au nord de Bakou comptant 2 000 réfugiés azéris d'Arménie. Il en résulte la mort de 32 personnes selon les statistiques soviétiques officielles, mais de nombreux Arméniens pensent que ces chiffres sont en deçà de la réalité, étant donné que la presque totalité de la population arménienne a quitté Soumgaït après le pogrom. Sur une période de trois jours de violence, les Arméniens sont battus, violés et tués dans les rues et appartements de la ville, avant l'arrivée, le 1er mars, des forces soviétiques qui mettent fin aux émeutes.
La façon dont se sont déroulées les tueries a des répercussions parmi les Arméniens qui ressentent que le pogrom de Soumgaït est soutenu par les officiels gouvernementaux pour intimider les personnes impliquées dans le mouvement au Karabagh. Une lente escalade de la violence se produit après le massacre de Soumgaït, lorsque Gorbatchev décide finalement d'envoyer des troupes soviétiques en Arménie en septembre 1988. En octobre 1989, on estime que plus de 100 personnes ont été tuées depuis que l'idée de l'unification avec le Karabagh a été relancée en février 1988. La question est temporairement mise à l'écart à la suite du tremblement de terre qui dévaste, le 7 décembre 1988, les villes arméniennes de Léninakan (actuellement Gyumri) et Spitak et fait 25 000 tués,.
Les tentatives de Gorbatchev de stabiliser la région sont vaines vu l'intransigeance égale des parties. Les Arméniens refusent de laisser la question s'effacer, malgré les gestes de Gorbatchev, incluant la promesse d'une somme de 400 millions de roubles destinée à la diffusion de livres en arménien et de programmes télévisés au Karabagh. En même temps, l'Azerbaïdjan refuse toujours de céder tout territoire à l'Arménie. En outre, les onze membres du Comité Karabagh nouvellement formé, dont le futur président arménien Levon Ter-Petrossian, sont emprisonnés lors du chaos suivant le séisme, ce qui polarise les relations entre l'Arménie et le Kremlin ; les Arméniens perdent confiance en Gorbatchev et le méprisent encore plus en raison de sa mauvaise gestion du séisme et de sa position sans compromis sur le Haut-Karabakh.

### Janvier noir
Le conflit interethnique commence à peser sur les populations des deux pays, forçant la majorité des Arméniens d'Azerbaïdjan à se réfugier en Arménie et la majorité des Azéris d'Arménie à en faire de même en Azerbaïdjan. La situation au Haut-Karabagh devient telle qu'en janvier 1989, le gouvernement central à Moscou prend temporairement le contrôle de la région, un geste bien accueilli par de nombreux Arméniens. Pendant l'été 1989, les dirigeants du Front populaire d'Azerbaïdjan et leurs sympathisants toujours plus nombreux parviennent à faire instaurer par la RSS d'Azerbaïdjan un blocus ferroviaire et aérien à l'encontre de l'Arménie, asphyxiant son économie (85 % de l'acheminement des marchandises ayant lieu par chemin de fer) — ce qui isole également le Nakhitchevan du reste de l'Union soviétique. L'interruption du trafic ferroviaire vers l'Arménie est également due aux attaques de militants arméniens sur le personnel azéri des trains entrant en Arménie, qui refuse dès lors de l'assurer.
En janvier 1990, un autre pogrom contre des Arméniens, à Bakou, force Gorbatchev à décréter l'état d'urgence et à envoyer des troupes du MVD pour restaurer l'ordre. Un couvre-feu est établi, et les affrontements entre les soldats et les militants du Front populaire d'Azerbaïdjan sont fréquents ; lors d'un d'entre eux, 120 Azéris et 8 soldats sont tués à Bakou. Toutefois, à ce moment, le Parti communiste d'Azerbaïdjan est en train de s'effondrer, et l'ordre tardif d'envoyer des troupes a plus à voir avec son maintien au pouvoir qu'avec la protection de la population arménienne de la ville. Les événements, connus sous le nom de « Janvier noir », marquent également les relations entre l'Azerbaïdjan et la Russie.
Les combats s'étendent à d'autres villes azerbaïdjanaises et au Nakhitchevan, où sept personnes (dont quatre soldats) trouvent la mort et des centaines d'autres sont blessées lorsque les unités soviétiques tentent d'arrêter les attaques contre les Arméniens.

### OpérationAnneau
Au printemps 1991, Gorbatchev fait organiser un référendum à l'échelle nationale sur son projet de transformation de l'Union soviétique. Des dirigeants nouvellement élus et non communistes sont arrivés au pouvoir dans certaines républiques de l'Union, comme Boris Eltsine en Russie, Levon Ter-Petrossian en Arménie et Ayaz Mutalibov en Azerbaïdjan. L'Arménie et cinq autres républiques boycottent le référendum (l'Arménie tient son propre référendum et déclare son indépendance le 21 septembre 1991, à l'inverse de l'Azerbaïdjan).
Alors que de nombreux Arméniens et Azéris du Karabagh se lancent dans une course à l'armement (en acquérant des armes des caches disséminées dans tout le Karabagh) afin de se défendre, Mutalibov obtient le soutien de Gorbatchev pour le lancement d'une opération militaire conjointe (dans ce cas, avec les unités spéciales azerbaïdjanaises OMON de la police) afin de désarmer les militants arméniens de la région. Connue sous le nom d'« Opération Anneau », elle provoque le déplacement forcé des Arméniens des villages de la région de Chahoumian. Elle est perçue à la fois par les officiels du Kremlin et par le gouvernement azerbaïdjanais comme un moyen pour intimider les populations arméniennes et leur faire abandonner leur désir d'unification.
L'opération se révèle contre-productive par rapport à son but originel. La résistance arménienne initiale inspire des volontaires qui arrivent en masse d'Arménie, et l'opération ne fait que renforcer l'idée parmi les Arméniens que la seule solution au conflit du Karabagh passe par un conflit armé ouvert. Monte Melkonian, un Arméno-Américain qui a servi dans des groupes révolutionnaires dans les années 1980 et qui deviendra plus tard un des commandants les plus célèbres de la guerre, plaide pour que le Karabagh soit « libéré » et avance que s'il restait dans les mains azéries, la région de Syunik serait ensuite annexée par l'Azerbaïdjan et que le reste de l'Arménie suivrait, concluant que « la perte de l'Artsakh pourrait être la perte de l'Arménie ». Velayat Kuliev, écrivain et vice-directeur de l'Institut de Littérature d'Azerbaïdjan, conteste ceci : « Dernièrement, les nationalistes arméniens, y compris certaines personnes assez influentes, ont recommencé à parler de la « Grande Arménie ». Il ne s'agit pas simplement de l'Azerbaïdjan. Ils veulent annexer des portions de la Géorgie, de l'Iran et de la Turquie ».

## Course à l'armement
Alors que la désintégration de l'Union soviétique devient une réalité pour les citoyens soviétiques à l'automne 1991, les deux parties cherchent à acquérir des armes stockées dans des caches militaires du Karabagh. L'avantage initial est à l'Azerbaïdjan. Pendant la Guerre froide, la doctrine soviétique de défense du Caucase avait élaboré une stratégie selon laquelle l'Arménie serait une zone de combat dans le cas où la Turquie, membre de l'OTAN lancerait une invasion par l'ouest. Ainsi, en Arménie soviétique, seules trois divisions avaient été établies, et aucun terrain d'aviation militaire, alors qu'en Azerbaïdjan étaient situés cinq divisions et cinq terrains. En outre, l'Arménie n'avait environ que 500 voitures de munitions en comparaison des 10 000 de l'Azerbaïdjan.

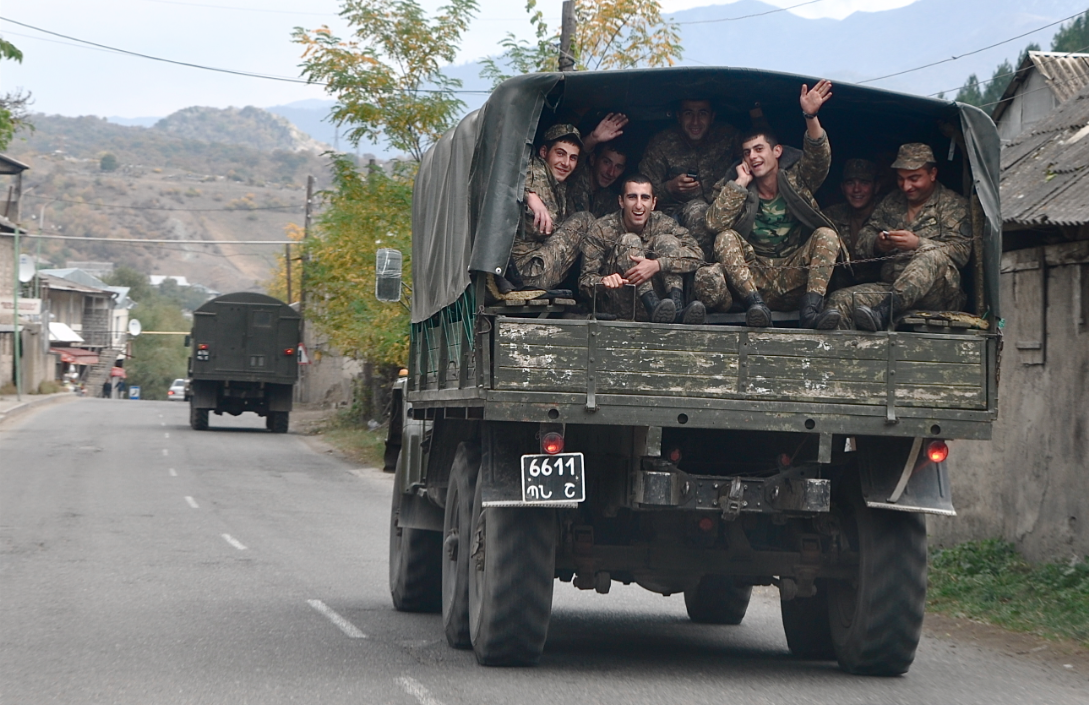
2011 convoi de militaires arméniens faisant route vers le Haut-Karabagh

Quand les forces MVD commencent à se retirer, elles lèguent aux Arméniens et aux Azerbaïdjanais un vaste arsenal de munitions et de véhicules de combat. Les forces gouvernementales envoyées trois années plus tôt par Gorbatchev se composent d'hommes provenant d'autres républiques de l'Union soviétique, dont beaucoup n'ont aucune envie de rester plus longtemps. La plupart sont pauvres, de jeunes conscrits, et beaucoup vendent leurs armes aux deux parties pour obtenir du liquide, voire de la vodka, certains essayant même de vendre des tanks et des véhicules armés (de type APC). Les caches d'armes, non gardées, conduisent les deux parties à blâmer et à moquer la politique de Gorbatchev, en tant que cause ultime du conflit. Les Azerbaïdjanais achètent une grande quantité de ces véhicules, comme le rapporte leur ministre des Affaires étrangères en novembre 1993 : 286 tanks, 842 véhicules armés, et 386 pièces d'artillerie. Plusieurs marchés noirs apparaissent également, où l'on retrouve notamment des armes de l'Ouest.
D'autres preuves montrent également que l'Azerbaïdjan reçoit une aide militaire substantielle et des provisions de l'Iran, de la Turquie et de plusieurs États arabes. La majorité de l'armement est de fabrication russe ou provient des pays de l'ancien bloc de l'Est, laissant toutefois de la place à de l'improvisation des deux côtés. La diaspora arménienne parvient à fournir une importante somme d'argent, et même à pousser en 1992 au Congrès des États-Unis un projet intitulé « Section 907 du Freedom Support Act » en réponse au blocus azerbaïdjanais de l'Arménie et renforçant l'interdiction de toute aide militaire des États-Unis en faveur de l'Azerbaïdjan. Alors que l'Azerbaïdjan accuse les Russes d'avoir au début aidé les Arméniens, il a été dit que « les combattants azéris dans la région [étaient] de loin mieux équipés en armement soviétique que leurs opposants ».
Lorsque Gorbatchev démissionne de son poste de Secrétaire général le 26 décembre 1991, les dernières républiques, y compris l'Ukraine, la Biélorussie et la Russie, déclarent leur indépendance, et l'Union soviétique s'éteint le 31 décembre 1991. Cette dissolution fait disparaître tous les obstacles qui empêchaient l'Arménie et l'Azerbaïdjan de se lancer dans une guerre à grande échelle. Un mois auparavant, le 21 novembre, le parlement azerbaïdjanais annule le statut d'oblast autonome du Karabagh et renomme sa capitale Khankendi. En réaction, le 10 décembre a lieu un référendum au Karabagh, sur initiative de parlementaires, boycotté par la communauté azérie locale ; les Arméniens votent massivement en faveur de l'indépendance. Le 6 janvier 1992, la région déclare son indépendance de l'Azerbaïdjan.
Le retrait des forces soviétiques de l'Intérieur n'est que temporaire. En février 1992, les États ex-soviétiques se regroupent au sein de la Communauté des États indépendants (CEI). Alors que l'Azerbaïdjan reste à l'écart, l'Arménie, redoutant une invasion par la Turquie en cas d'escalade du conflit, adhère à la CEI afin d'être couverte par sa clause de sécurité collective. En janvier 1992, les forces de la CEI avancent, établissent leur quartier général à Stepanakert, et prennent un rôle légèrement plus actif dans le maintien de la paix. Elles incluent d'anciennes unités de la quatrième armée soviétique.

## Développement des armées

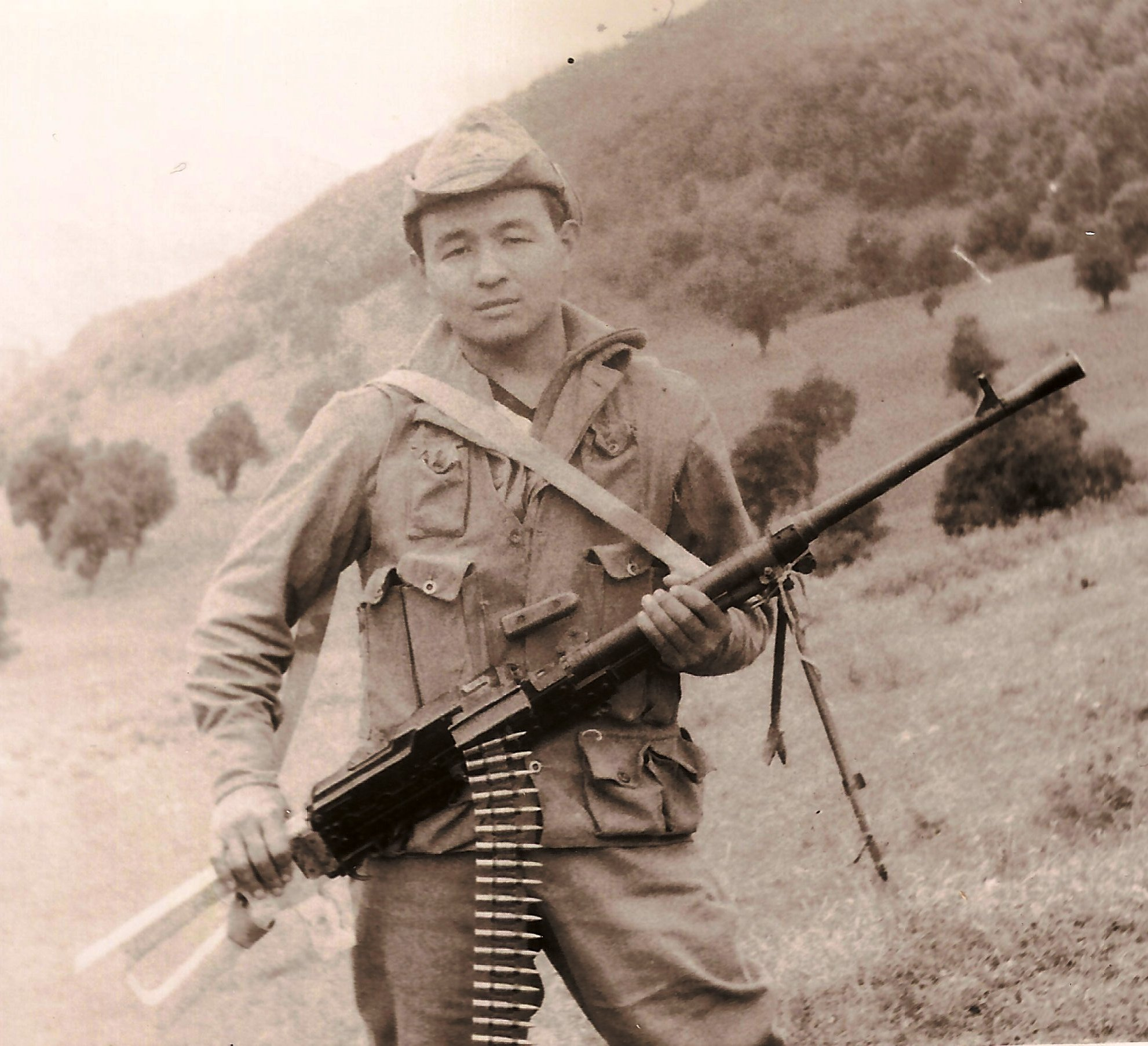
Un membre des forces armées du Haut-Karabagh (ethnie kazakhe), tenant une mitrailleuse Kalachnikov convertie en une version d'infanterie artisanale. La crosse et la poignée sont réalisées d'une seule pièce en matière plastique blanche. Août 1992, district du corridor de Latchine.

Les combats sporadiques entre Arméniens et Azéris s'intensifient après l'Opération Anneau, qui a amené des milliers de volontaires d'Arménie et d'Azerbaïdjan, regroupés en des armées improvisées. En Arménie, un thème récurrent et populaire à l'époque consiste en l'adulation et la comparaison des combattants séparatistes avec les groupements historiques arméniens de guérilla. Des personnages comme Andranik Toros Ozanian et Garéguine Njdeh, qui avaient lutté contre l'Empire ottoman à la fin du XIXe et au début du XXe siècle, sont vénérés. En plus de la mobilisation par le gouvernement des hommes de 18 à 45 ans, de nombreux Arméniens se portent volontaires et forment des tchokats, ou détachements, d'environ quarante hommes, qui, combinés à d'autres, sont sous le commandement d'un lieutenant-colonel. Au début, beaucoup de ces hommes choisissent quand et où servir, et agissent de leur propre initiative, rarement sans défection, lors d'attaque ou de défense de lieux. L'insubordination directe est fréquente, beaucoup d'hommes ne se présentent pas, dépouillent les corps des soldats morts, et des produits comme l'essence pour les véhicules ne disparaissent que pour être revendus sur les marchés noirs. De nombreuses femmes s'enrôlent dans l'armée arménienne. Cependant, elles remplissent plus souvent des fonctions d'auxiliaires, comme la fourniture des premiers secours et l'évacuation des blessés des champs de bataille.
L'armée azerbaïdjanaise fonctionne de la même manière, mais elle est toutefois mieux organisée durant les premières années de la guerre. Le gouvernement azerbaïdjanais décrète aussi la mobilisation, et de nombreux Azéris enthousiastes s'enrôlent durant les premiers mois suivant la fin de l'Union soviétique. L'armée nationale azerbaïdjanaise comprend environ 30 000 hommes, auxquels s'ajoutent les 10 000 hommes de la force paramilitaire OMON et plusieurs milliers de volontaires du Front populaire. Surat Hüseynov, un riche Azéri, improvise également en créant sa propre brigade militaire, la 709e de l'armée azerbaïdjanaise, et en achetant des quantités d'armes et de véhicules aux soldats russes. La brigade des bozkurt ou Loups gris d'İsgandar Hamidov se mobilise également. Enfin, le gouvernement dépense de fortes sommes en recrutant des mercenaires d'autres pays, grâce à sa rente pétrolière des champs de la mer Caspienne.
D'anciennes troupes de l'Union soviétiques offrent également leurs services aux deux parties. Par exemple, un des officiers les plus en vue servant du côté arménien est l'ancien général soviétique Anatoly Zinevich, qui reste au Karabagh pendant cinq années (1992–1997) et est impliqué dans la planification et l'exécution de nombreuses opérations des forces arméniennes. À la fin de la guerre, il occupe la position de chef d'état major des forces armées du Haut-Karabagh. Le nombre estimé d'hommes et de véhicules des entités impliquées dans le conflit durant la période 1993–1994 est :
| Entité        | Hommes | Artillerie | Chars | APC | Véhicules de combat | Force aérienne |
| ------------- | ------ | ---------- | ----- | --- | ------------------- | -------------- |
| Haut-Karabagh | 20 000 | 16         | 13    | 120 | N/A                 | N/A            |
| Arménie       | 20 000 | 170        | 160   | 240 | 200                 | N/A            |
| Azerbaïdjan   | 42 000 | 330        | 280   | 360 | 480                 | 170            |

Sur le plan de la comparaison militaire globale, le nombre d'hommes appelables pour le service militaire en Arménie, dans le groupe d'âge 17–32 ans, s'élève à 550 000, en Azerbaïdjan à 1,3 million. La plupart des hommes des deux côtés ont servi dans l'Armée rouge et ont une certaine forme d'expérience militaire avant le conflit. Près de 60 % des Arméniens du Karabagh ont servi dans l'Armée rouge. La plupart des Azéris étaient quant à eux souvent l'objet de discrimination durant leur service dans l'Armée rouge et relégués à des travaux dans des bataillons de construction plutôt que dans les unités de combat. Malgré l'établissement de deux académies d'officiers, y compris une école navale, en Azerbaïdjan, le manque d'expérience militaire est l'un des facteurs qui ont privé le pays de préparation à la guerre.

## Printemps 1992, premières victoires arméniennes

### Khodjaly
Officiellement, l'Arménie nouvellement indépendante nie avoir fourni armes, essence, nourriture, ou tout autre moyen aux sécessionnistes du Haut-Karabagh. Ter-Petrossian, président pendant la guerre, a toutefois admis avoir apporté un appoint logistique et payé des salaires, mais a nié avoir envoyé au combat ses propres soldats.
L'Arménie doit faire face au blocus que l'Azerbaïdjan lui impose, ainsi qu'aux pressions exercées par la Turquie, qui s'est placée aux côtés de l'Azerbaïdjan et a construit une relation étroite avec ce pays. La seule connexion terrestre entre l'Arménie et le Karabagh est l'étroit et montagneux « Corridor de Latchin ». Le seul aéroport de la région est situé dans la petite ville de Khodjaly, à sept kilomètres au nord de Stepanakert, avec une population estimée à 6 000 - 10 000 habitants. Cette même ville sert de base d'artillerie et, depuis le 23 février, est l'origine de bombardements sur des unités arméniennes et russes dans la capitale. Dès la fin février, elle est presque encerclée. Le 26 du même mois, les forces arméniennes, aidées d'un régiment russe, planifient une offensive pour la prendre.
Selon les sources azéries et autres, dont Human Rights Watch et Memorial, après la capture de la ville, les troupes arméniennes se livrent au massacre de plusieurs centaines de civils en pleine évacuation. Elles ont précédemment déclaré qu'elles attaqueraient la ville et laisseraient un corridor aux civils pour ce faire. Cependant, lorsque l'attaque commence, elles viennent facilement à bout des défenseurs qui tentent de se retirer avec les civils vers le nord et la ville d'Agdam. La piste de l'aéroport est intentionnellement détruite, rendant son utilisation temporairement impossible. Les attaquants se mettent alors à poursuivre les fugitifs et ouvrent le feu sur eux, tuant un nombre important de civils. Face aux accusations de massacre intentionnel de civils, les officiels arméniens nient et réaffirment le but initial de l'opération, l'arrêt des bombardements provenant de Khodjaly.
Un décompte exact des corps n'a jamais été établi, mais des estimations prudentes indiquent un nombre de 485 morts. Les autorités azerbaïdjanaises indiquent pour les 25 et 26 février 613 victimes civiles, dont 106 femmes et 83 enfants. Le 3 mars 1992, le Boston Globe rapporte le nombre de plus de 1 000 victimes en quatre ans de conflit, et cite le maire de Khodjaly, Elmar Mamedov, déclarant que plus de 200 personnes étaient portées disparues, 300 retenues en otages, et 200 blessées lors des combats. Un rapport publié en 1992 par l'organisation Helsinki Watch mentionne toutefois qu'après enquête, il apparaît que des membres des troupes azerbaïdjanaises OMON et de la milice, « toujours en uniformes, et certains portant toujours leurs armes, étaient mêlés à la masse des civils », ce qui pourrait avoir été la raison pour laquelle les troupes arméniennes ont fait feu sur eux.

### La prise de Chouchi
Le contrecoup de la prise de Khodjaly se fait ressentir en Azerbaïdjan. La démission de Mutalibov est réclamée pour avoir échoué à protéger les civils de Khodjaly, et tombe le 6 mars. Durant les mois qui suivent la prise de la ville, le commandement azerbaïdjanais du dernier bastion de la région, Chouchi, lance une grande série de bombardements sur Stepanakert. Dès avril, ces bombardements ont forcé nombre de ses 50 000 habitants à se réfugier dans des caves et bunkers souterrains. Confrontés à des incursions terrestres non loin de la périphérie de la ville, les chefs militaires du Karabagh organisent une offensive.
Le 8 mai, plusieurs centaines de soldats arméniens accompagnés de tanks et d'hélicoptères assiègent la citadelle de Chouchi. Des combats intenses ont lieu dans les rues de la ville, et des centaines d'hommes tombent des deux côtés. Dépassé par la supériorité numérique, le commandant azerbaïdjanais de la ville ordonne la retraite, et les combats cessent le 9 mai.
La prise de Chouchi a un impact retentissant en Turquie. Ses relations avec l'Arménie s'étaient améliorées avec l'indépendance, mais se sont progressivement détériorées au fur et à mesure des victoires au Karabagh. Un profond ressentiment, dû au génocide arménien, prévaut en Arménie à l'encontre de la Turquie. De nombreux Arméniens appellent les Azéris des « Turcs » en raison de leur proche lien de parenté ethnique. Le premier ministre turc, Süleyman Demirel, déclare être sous forte pression, son peuple souhaitant une intervention de la Turquie en faveur de l'Azerbaïdjan. Il est toutefois opposé à cette intervention, estimant qu'elle serait de nature à susciter un conflit entre musulmans et chrétiens. La Turquie n'a jamais envoyé de troupes en Azerbaïdjan mais a fourni une aide militaire importante, ainsi que des conseillers. En mai 1992, le commandant militaire des forces de la CEI, Evgueni Chapochnikov, lance un avertissement aux nations occidentales, leur enjoignant de ne pas interférer dans le conflit et affirmant que cela « nous [la CEI] placerait au bord d'une troisième guerre mondiale, et cela ne peut être permis ».
Un contingent tchétchène, conduit par Chamil Bassaïev, participe aux combats. Selon les déclarations de janvier 2005 du colonel azerbaïdjanais Azer Roustamov : « Une centaine de volontaires tchétchènes, dirigés par Chamil Bassaïev et Salman Radouïev, nous ont apporté une aide précieuse dans ces batailles. Mais eux aussi, en raison de lourdes pertes, ont été contraints de quitter le champ de bataille et de s'en aller. ». Bassaïev affirmera que lui et son bataillon n'ont perdu qu'à une seule reprise, et que cette défaite s'est déroulée au Karabagh en luttant contre le « bataillon Dashnak ». Il dira également qu'il a retiré ses moudjahidine du conflit lorsqu'il s'est rendu compte que la guerre avait plus trait au nationalisme qu'au djihad. Ce serait durant ce conflit qu'il aurait été présenté à Ibn al-Khattab. Le ministère azerbaïdjanais de la Défense dément cependant toute implication de ce dernier dans le conflit.

### Corridor de Latchin

Carte topographique de la région, où apparaît notamment l'importance stratégique du Corridor de Latchin.

La perte de Chouchi conduit le parlement azerbaïdjanais à en rendre responsable Yaqub Mammadov, le nouveau président, à le déposer et à décharger Mutalibov de toute responsabilité après la perte de Khodjaly. Ce dernier retrouve d'ailleurs son poste de président le 15 mai. De nombreux Azerbaïdjanais considèrent ceci comme un coup d'État, auquel s'ajoute le report des élections parlementaires prévues en juin suivant. Le parlement est à cette époque composé d'anciens dirigeants du régime communiste, et les pertes de Khodjaly et de Chouchi ne font qu'accroître le désir d'élections libres.
Un autre élément vient contribuer à la tourmente : le 18 mai, les troupes arméniennes lancent une offensive contre la ville de Berdzor/Lachin, dans l'étroit corridor reliant l'Arménie au Karabagh. La ville même est peu défendue, et dès le jour suivant, les Arméniens en prennent le contrôle et en expulsent les Azéris. Une voie d'accès terrestre est ainsi ouverte vers l'Arménie, permettant à des convois de se diriger vers le Karabagh.
La perte de Berdzor porte un coup fatal au régime de Mutalibov. Des manifestations ont lieu malgré leur interdiction par le président, et un putsch est organisé par les activistes du Front populaire. Les combats avec les forces gouvernementales prennent de l'ampleur, l'opposition occupant le bâtiment du parlement à Bakou, ainsi que l'aéroport et le palais présidentiel. Le 7 juin, Aboulfaz Eltchibeï est élu président, et de nombreux membres du Front populaire font leur entrée au parlement. Mutalibov est dépeint par les instigateurs du coup sous les traits d'un dirigeant faible et peu enthousiaste pendant la guerre. Quant à lui, Eltchibeï est fermement opposé à toute aide des Russes et favorise le rapprochement avec la Turquie.

## Escalade du conflit

### OpérationGoranboy

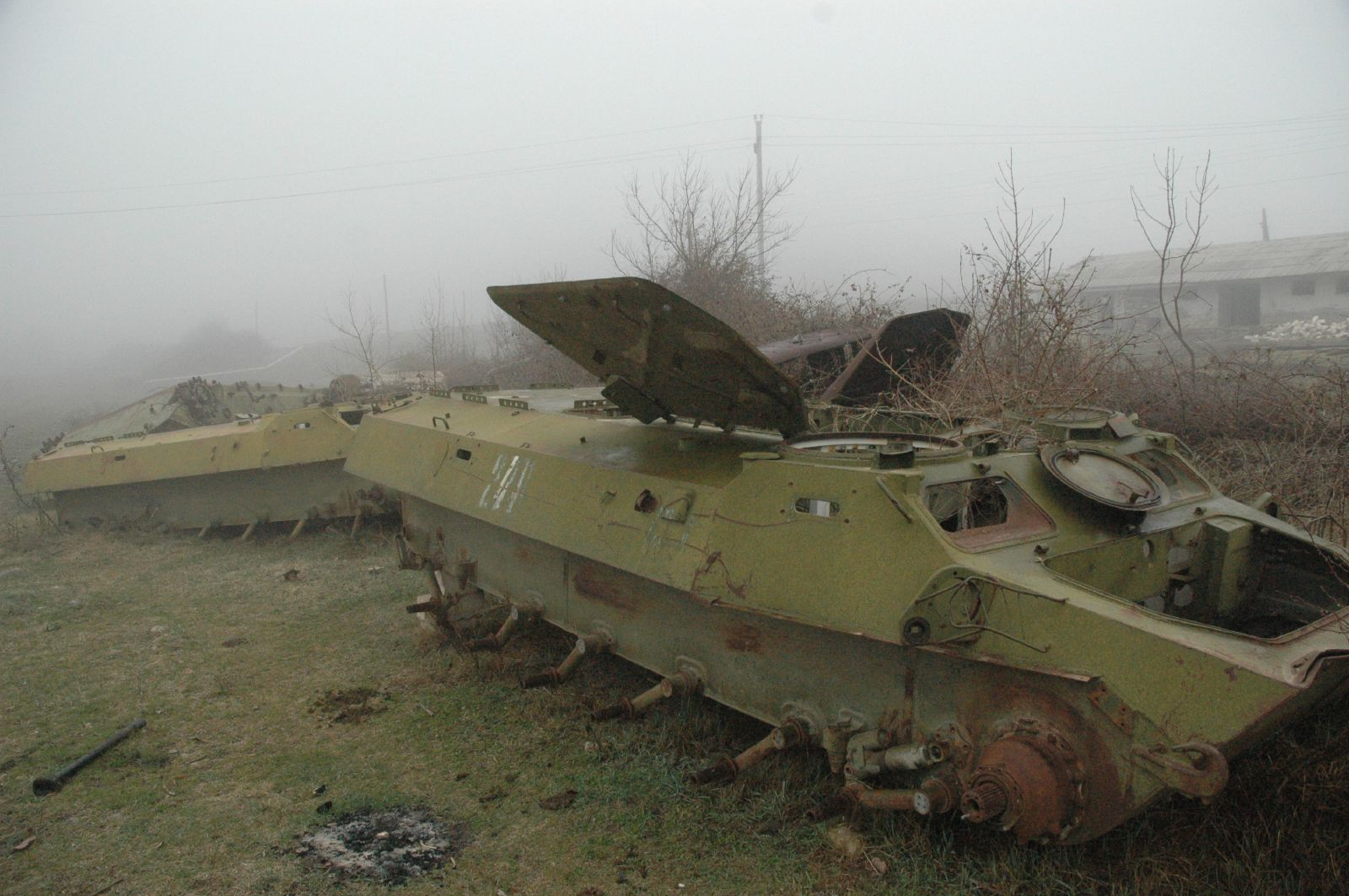
Restes d'un véhicule de transport de troupes MT-LB azerbaïdjanais au Karabagh.

Le 12 juin, l'armée azerbaïdjanaise, ainsi que la brigade de Huseynov, lancent l'« Opération Goranboy » à l'aide de chars et d'autres véhicules, ainsi que d'hélicoptères. Il en résulte une grande offensive de trois jours sur la région peu défendue de Chahoumian, au nord du Karabagh, dans le but de reprendre une douzaine de villages. Le front s'effondre, en partie parce que les détachements de volontaires arméniens censés garder la région ont abandonné leurs lignes et rejoint l'Arménie après la prise de Berdzor. Cette offensive amène le gouvernement arménien à publiquement menacer l'Azerbaïdjan d'intervention ouverte et d'assistance aux séparatistes.
L'assaut force les troupes arméniennes à se retirer vers le sud et Stepanakert, où le commandement arménien va jusqu'à envisager de détruire un important barrage hydroélectrique dans la région de Martakert si l'offensive ne peut être arrêtée. Environ 30 000 Arméniens doivent se réfugier dans la capitale, les assaillants ayant repris près de la moitié du Karabagh. L'avancée des Azerbaïdjanais est stoppée par des attaques d'hélicoptères. Certains ont prétendu que de nombreux soldats des unités azerbaïdjanaises étaient des Russes de la 104e division des troupes aéroportées, basée à Gandja, tout comme, ironiquement, les unités qui les ont arrêtés. Selon un officiel du gouvernement arménien, les unités russes ont pu être persuadées de bombarder et ainsi d'arrêter l'avancée en quelques jours. Ceci permet aux Arméniens de récupérer et d'organiser une contre-attaque visant à restaurer les lignes de front.

### Tentatives de médiation
Durant l'été 1992, la CSCE (l'actuelle OSCE) met sur pied le Groupe de Minsk à Helsinki, composé de onze États et coprésidé par la France, la Russie et les États-Unis, aux fins de médiation d'un accord de paix entre l'Arménie et l'Azerbaïdjan. Mais lors de son sommet de 1992, l'organisation ne parvient pas à apporter une réponse aux nombreux problèmes issus de l'éclatement de l'Union soviétique, et encore moins au conflit du Karabagh. La guerre en Yougoslavie, le conflit entre la Moldavie et la république sécessionniste de Transnistrie, le désir croissant d'indépendance de la Tchétchénie et les conflits entre la Géorgie et ses républiques d'Abkhazie et d'Ossétie du Sud sont autant de sujets en tête de l'agenda et impliquant des groupes ethniques en confrontation.
La CSCE propose l'envoi d'une force de maintien de la paix OTAN-CEI afin de surveiller les cessez-le-feu et de protéger les convois humanitaires en faveur des réfugiés. Plusieurs cessez-le-feu sont décrétés après l'offensive du mois de juin, mais le déploiement d'une force de maintien de la paix européenne, accepté par l'Arménie, ne peut avoir lieu. L'idée d'envoyer une centaine d'observateurs internationaux au Karabagh est soulevée, mais les négociations s'arrêtent entièrement en juillet. La Russie s'oppose en particulier à l'envoi d'une force de maintien de la paix comprenant des soldats de l'OTAN dans le Caucase, qu'elle voit comme une tentative de pénétrer son « arrière-cour ».

### Reprise des combats

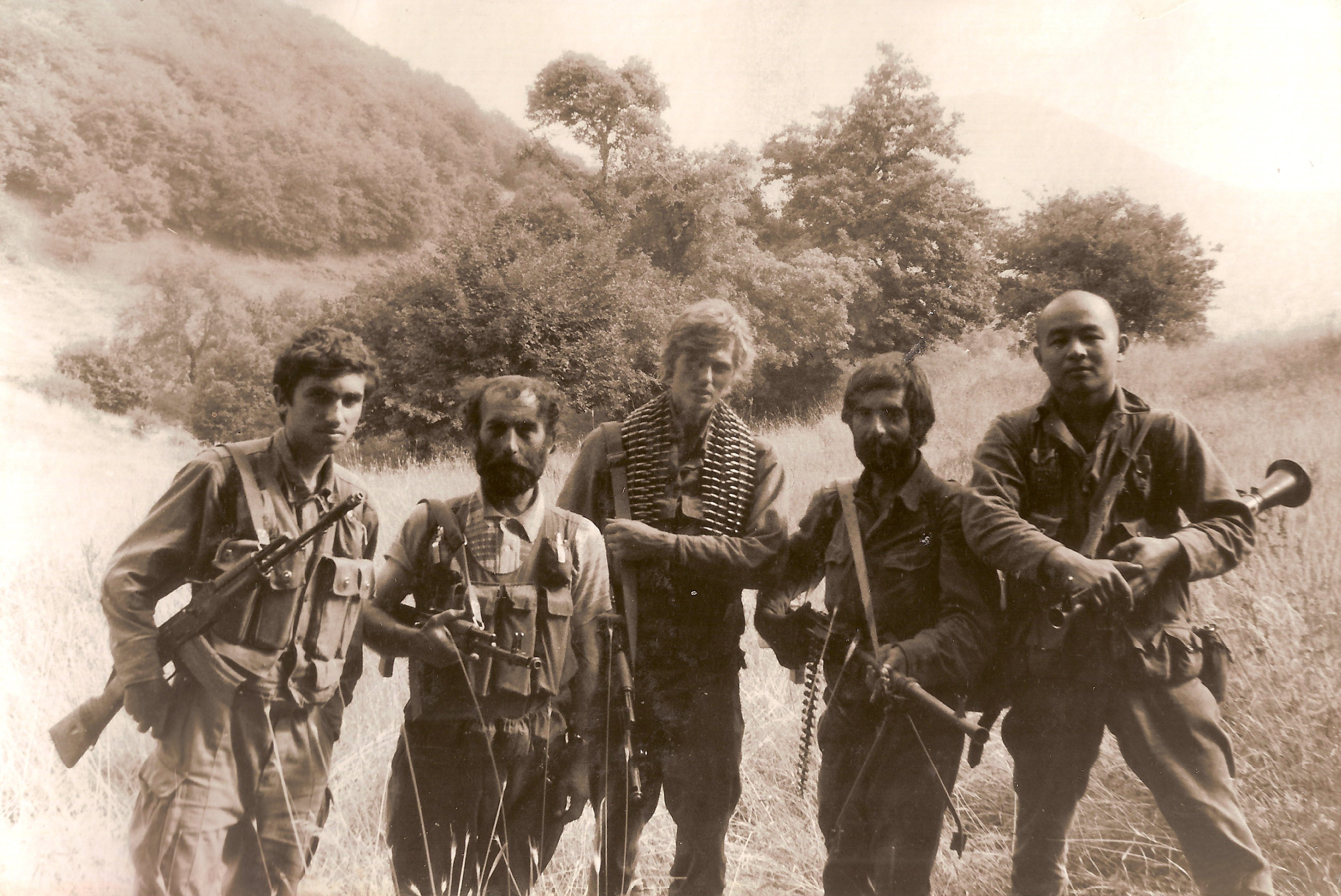
Un groupe du 8e régiment d'infanterie de Stepanakert, Armée de défense de la république du Haut-Karabagh. District du corridor de Latchine en août 1992.

À la fin juin, une nouvelle offensive azerbaïdjanaise, de moindre envergure cependant, est planifiée, contre la ville de Martouni, dans la moitié sud-orientale du Karabagh. L'assaut est effectué par plusieurs douzaines de tanks et véhicules de combat, ainsi que par plusieurs compagnies d'infanterie, et est porté sur le front Mashkalashen - Jardar, à proximité de Martouni et de Krasnyi Bazar. Bien que manquant d'artillerie lourde, le commandant du régiment de Martouni, Monte Melkonian, appelé « Avo » par ses hommes, parvient à parer les tentatives répétées des Azerbaïdjanais.
En août 1992, le gouvernement du Karabagh se retrouve dans une situation lamentable, et ses membres démissionnent le 17. Le pouvoir est alors assumé par un conseil appelé « Comité de défense de l'État », présidé par Robert Kotcharian, et chargé de gouverner temporairement l'enclave, jusqu'à la fin du conflit. Au même moment, l'Azerbaïdjan procède à des attaques aériennes, touchant souvent des cibles civiles. Kotcharian condamne ce qu'il croit être des tentatives intentionnelles visant à tuer des civils, ainsi que l'attitude jugée passive et indifférente de la Russie, qui permet que ses stocks d'armes soient vendus ou remis à l'Azerbaïdjan

### Pause d'hiver
À l'approche de l'hiver 1992, les parties s'abstiennent de lancer des offensives d'envergure afin de conserver leurs ressources, comme le gaz ou l'électricité, pour un usage domestique. Malgré l'ouverture de la route et des échanges commerciaux entre le Karabagh et l'Arménie, les deux souffrent grandement du blocus économique imposé par l'Azerbaïdjan. Bien que non complètement tarie, l'aide matérielle envoyée via la Turquie arrive toutefois de manière sporadique.
Souffrant à la fois de pénuries alimentaires et d'électricité, après la fermeture de la centrale nucléaire de Metsamor, les perspectives économiques de l'Arménie sont mornes. En Géorgie, un nouvel épisode des conflits contre l'Abkhazie et l'Ossétie du Sud a commencé : des convois sont visés, et le seul oléoduc reliant la Russie à l'Arménie est endommagé à plusieurs reprises. En outre, tout comme l'hiver 1991-1992, celui de 1992-1993 est particulièrement froid, laissant de nombreuses familles d'Arménie et du Karabagh sans chauffage ni eau chaude. Certaines marchandises, comme les céréales, étant particulièrement difficiles à trouver, la diaspora arménienne lève des fonds et livre des provisions à l'Arménie. En décembre, deux convois de 33 000 tonnes de grains et de 150 tonnes d'aliments pour nourrissons arrivent ainsi des États-Unis via le port de Batoumi, sur la mer Noire. En février 1993, la Communauté européenne met 4,5 millions d'écus à disposition de l'Arménie. Le voisin du sud, l'Iran, lui apporte également une aide économique en lui fournissant de l'électricité ; la politique d'Eltchibeï à l'égard de l'Iran et de sa minorité azérie a en effet endommagé les relations entre les deux pays.
Les réfugiés azéris, internes comme externes, sont installés dans des camps de fortune établis par le gouvernement azerbaïdjanais et par l'Iran. La Croix-Rouge internationale leur fournit également des couvertures, et note en décembre qu'ils disposent de suffisamment de nourriture. L'Azerbaïdjan peine en outre à réhabiliter son industrie pétrolière, sa principale source d'exportations. Ses raffineries ne tournent pas à plein rendement et ses quotas de production ne sont pas atteints. En 1965, les champs pétroliers de Bakou produisaient 21,5 millions de tonnes de pétrole ; en 1988, ce chiffre retombait à presque 3,3 millions. L'équipement soviétique dépassé et les hésitations des compagnies pétrolières occidentales à investir dans une région en guerre où les oléoducs sont régulièrement endommagés empêche le pays d'exploiter à plein ses richesses pétrolières.

## Été 1993, la guerre s'étend

### Conflits internes
Malgré le rude hiver que les deux pays vivent, ils voient la nouvelle année avec enthousiasme. Eltchibeï exprime son optimisme d'arriver à une solution acceptable au conflit avec Ter-Petrossian. Ces lueurs d'espoir commencent toutefois à s'estomper rapidement en janvier 1993, en dépit des appels en faveur d'un nouveau cessez-le-feu par les présidents Eltsine et Bush ; les hostilités dans la région couvent à nouveau. Les forces arméniennes lancent une série d'offensives qui emportent plusieurs villages dans le nord du Karabagh, qui étaient tenus depuis l'automne précédent par les Azerbaïdjanais.
La frustration issue de ces défaites militaires a un impact sur le front intérieur en Azerbaïdjan. Le moral de l'armée est au plus bas, et le ministre de la Défense, Rahim Gaziev, ainsi que la brigade de Huseynov sollicitent l'aide des Russes, ce qui va à l'encontre de la politique d'Eltchibeï et est interprété comme une insubordination. Des luttes politiques sur la répartition des unités militaires entre les ministres de l'Intérieur, İsgandar Hamidov, et de la Défense, Gaziev, entraînent la démission de ce dernier le 20 février. Des remous politiques se produisent également en Arménie lorsque Ter-Petrossian démet de ses fonctions le premier ministre, Khosrov Haroutiounian, ainsi que son gouvernement, en raison de son échec dans la mise en œuvre d'un plan économique viable pour le pays. Les manifestations contre le président sont étouffées.

### Kelbadjar/Karvachar
Situé à l'ouest du Karabagh, en dehors des frontières de la région, le raion de Kelbadjar borde la frontière arménienne. Peuplé de 45 000 habitants, il se compose de villages où se mêlent Azéris et Kurdes. En mars 1993, la zone du réservoir de Sarsang (région de Martakert), tenue par les Arméniens, fait l'objet d'attaques par les Azerbaïdjanais. Après leur défense de la région de Martouni, les hommes de Monte Melkonian se voient attribuer la tâche de prendre la région de Karvachar, d'où les incursions et les bombardements sont censés provenir. La faible opposition militaire des Azerbaïdjanais permet aux hommes de Melkonian d'y prendre rapidement pied et de se saisir de plusieurs tanks et véhicules de combat abandonnés. Le 2 avril, les forces arméniennes avancent en tenaille vers Karvachar et se retrouvent vite confrontées aux forces azerbaïdjanaises retranchées à proximité du croisement Gandja - Karvachar. Les Azerbaïdjanais sont incapables d'arrêter l'avancée des unités arméniennes, et presque tous trouvent la mort. La deuxième attaque dépasse également rapidement les défenseurs. Le 3 avril, Karvachar tombe.
Cette offensive provoque des protestations internationales contre les Arméniens, s'agissant de la première offensive en dehors du territoire de l'enclave. Le 30 avril, le Conseil de sécurité des Nations unies adopte la résolution 822, cosoutenue par la Turquie et le Pakistan, réaffirmant l'intégrité territoriale des États de la région et demandant le retrait de toutes les forces occupant le raion de Kelbadjar.
Des répercussions politiques se font ressentir en Azerbaïdjan lorsque Huseynov entreprend sa « marche sur Bakou » au départ de Gandja. Frustré par ce qu'il considère comme de l'incompétence dans le chef d'Eltchibeï, et démis de son rang de colonel, il avance vers Bakou avec sa brigade au début du mois de juin, afin de renverser le président. Eltchibeï démissionne le 18, et le pouvoir est assumé par le parlementaire Heydar Aliyev. Le 1er juillet, Huseynov est désigné premier ministre.

### Agdam, Fizuli, Jabrayil et Zangilan

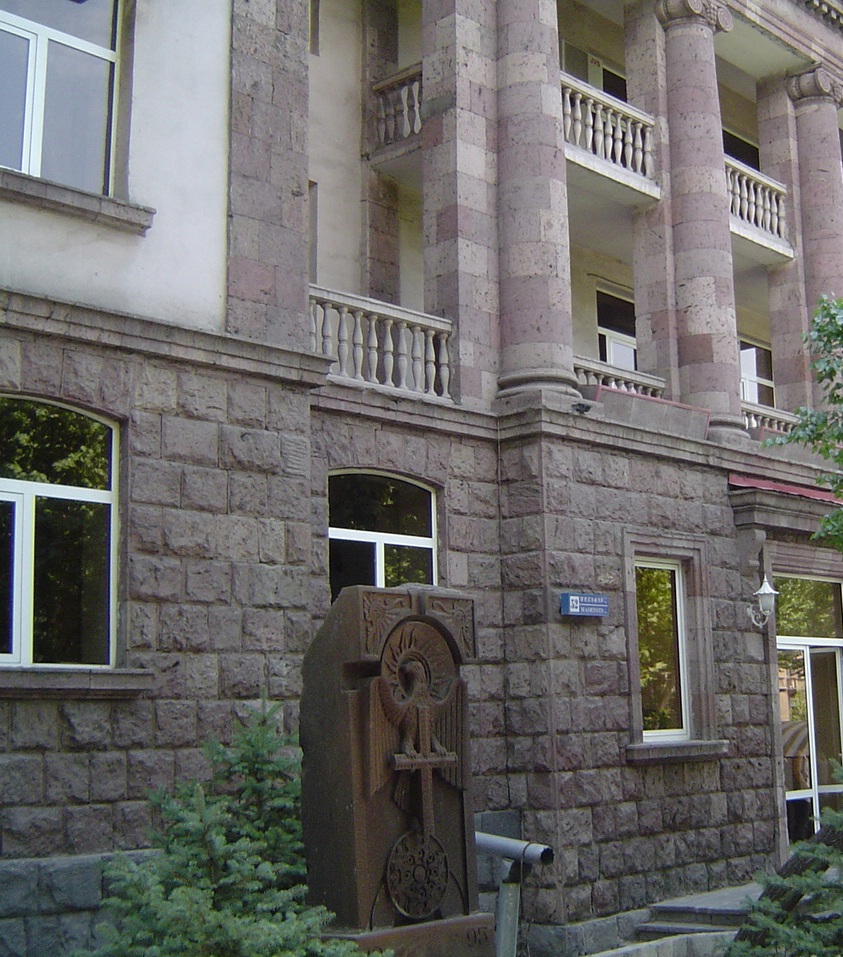
Monument à la mémoire de Monte Melkonian, à Erevan.

Alors que les Azerbaïdjanais s'adaptent à leur nouveau paysage politique, les Arméniens doivent faire face à la mort de Melkonian, tué le 12 juin lors d'une escarmouche près de la ville de Merzuli. Les forces arméniennes exploitent toutefois la crise politique à Bakou, qui a presque laissé le front sans défense. Les quatre mois subséquents d'instabilité politique en Azerbaïdjan entraînent la perte du contrôle de cinq raions et du nord du Karabagh.
Les Azerbaïdjanais ne peuvent guère résister aux avancées arméniennes et quittent la plupart des zones sans lutte sérieuse. À la fin juin, ils sont expulsés de Martakert, leur dernier bastion dans l'enclave. En juillet, les Arméniens se préparent à attaquer la région d'Agdam, un autre raion situé en dehors du Karabagh, sous prétexte d'agrandir la zone-tampon de sécurité maintenant leur territoire hors de portée de l'artillerie azerbaïdjanaise. Le 4 juillet, les Arméniens commencent à bombarder à l'artillerie la ville d'Agdam, en détruisant de nombreux secteurs. Les soldats et les civils se mettent à évacuer la ville. Confronté à un effondrement militaire, Aliev tente de trouver un compromis avec le gouvernement du Karabagh, avec la médiation du Groupe de Minsk. À la mi-août, les Arméniens massent des forces afin de prendre les régions de Fizuli, de Jabrayil et de Zangilan, au sud de l'enclave.
À la lumière de ces avancées en Azerbaïdjan, Tansu Çiller, premier ministre de Turquie, avertit le gouvernement arménien de ne pas attaquer le Nakhitchevan et demande aux Arméniens de se retirer des territoires azerbaïdjanais. Des milliers de soldats turcs sont envoyés sur la frontière turco-arménienne au début de septembre, mais ce mouvement est directement contré par des mouvements des troupes russes basées en Arménie.

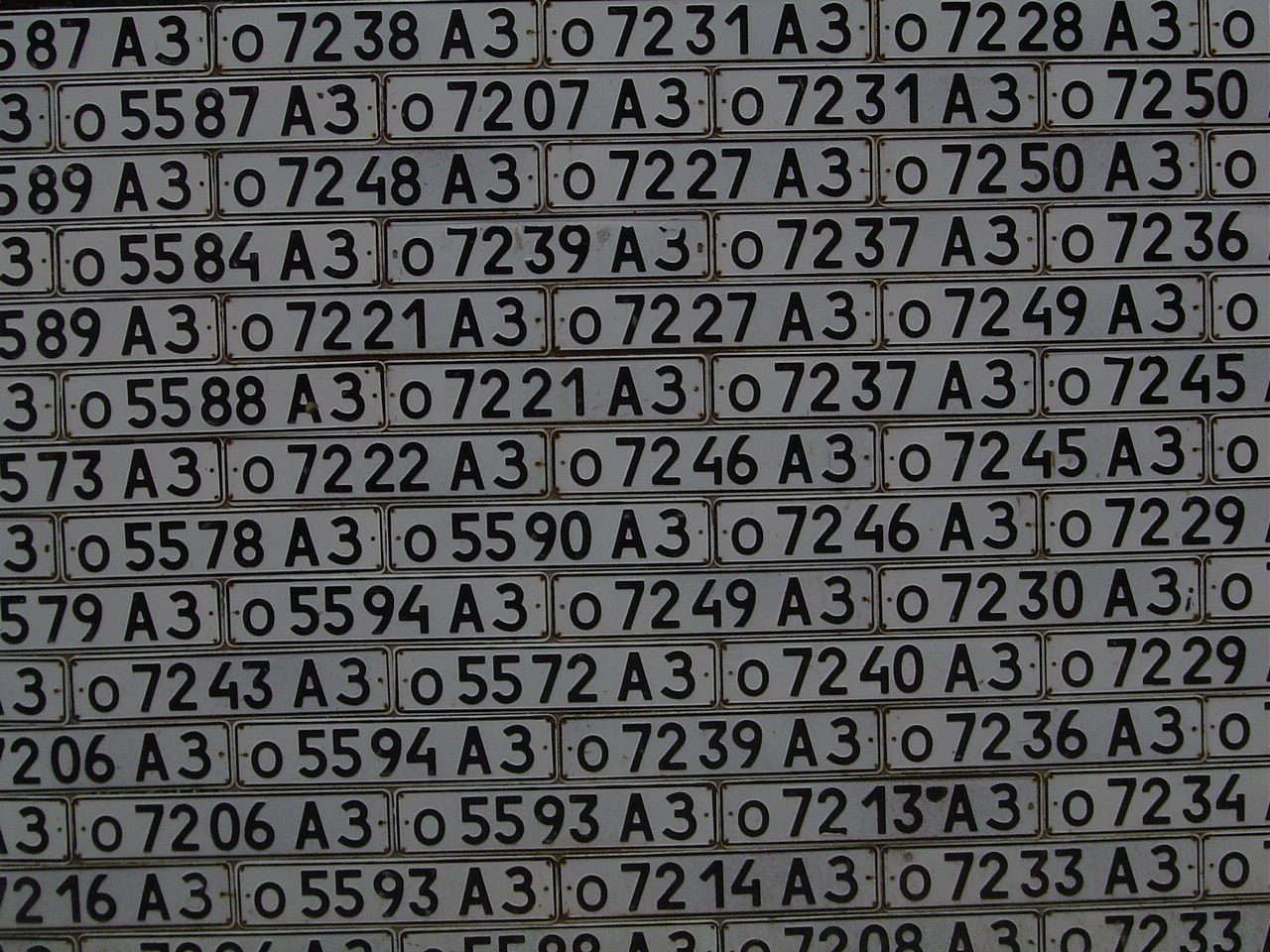
Plaques de véhicules pris aux Azerbaïdjanais.

À la même époque, les forces azerbaïdjanaises sont en plein désarroi. Une grande partie de l'artillerie lourde reçue ou achetée aux Russes est soit prise soit abandonnée lors des combats. Depuis l'offensive de juin 1992, les Arméniens ont pris des douzaines de chars, de l'armement léger et de l'artillerie aux Azerbaïdjanais. Signe supplémentaire du désespoir azerbaïdjanais, Aliev procède au recrutement de 1 000  à   1 500 moudjahidine afghans et arabes d'Afghanistan. Bien que cela soit nié par le gouvernement azerbaïdjanais, de la correspondance et des photographies prises par les forces arméniennes le confirment. Des tentatives de recrutement dans les minorités azerbaïdjanaises lezguienne et talysh rencontrent une importante résistance. D'autres aides proviennent du Pakistan ou de la Tchétchénie, alors indépendante. La compagnie pétrolière américaine Mega Oil embauche également plusieurs entraîneurs militaires américains en prérequis à l'acquisition de droits de forage en Azerbaïdjan.

## 1993-1994, les derniers affrontements
En octobre 1993, Aliev est formellement élu président et promet de remettre de l'ordre dans le pays, en plus de reprendre les régions perdues. Lors du même mois, l'Azerbaïdjan rejoint la CEI. La saison hivernale est marquée par les mêmes conditions que celles de l'année précédente, les deux côtés entreposant bois et provisions des mois à l'avance. Le Conseil de sécurité adopte deux nouvelles résolutions, la 874 et la 884, en octobre et en novembre, et bien que rappelant les mêmes points que les deux précédentes, elles reconnaissent le Karabagh en tant que partie au conflit.
Au début de janvier, les forces azerbaïdjanaises et les Afghans reprennent une fraction de la région de Fizuli, y compris le croisement ferroviaire d'Horadiz sur la frontière iranienne, mais échouent à reprendre Fizuli même. Le 10 janvier 1994, une autre offensive est lancée dans la région de Martakert dans une tentative de reprendre la partie nord de l'enclave. Les assaillants parviennent à avancer et à reprendre plusieurs parties au nord et au sud du Karabagh avant de ralentir. La république d'Arménie commence en effet à envoyer des conscrits, des troupes régulières et du ministère de l'Intérieur pour l'arrêter. Pour gonfler les rangs de son armée, le gouvernement arménien adopte un décret instituant un appel de trois mois pour les hommes âgés de moins de quarante-cinq ans, et procède à des tournées d'enrôlement des recrues. Plusieurs soldats réguliers arméniens sont capturés par les forces azerbaïdjanaises.
Les offensives azerbaïdjanaises se font moins douloureuses, des hommes, dont certains ont à peine seize ans et n'ont que peu voire pas du tout d'entraînement militaire, étant recrutés et envoyés prendre part à d'inefficaces attaques en vagues humaines, une tactique que l'Iran avait employée durant la guerre Iran-Irak. Les deux offensives hivernales coûtent environ 5 000 hommes à l'Azerbaïdjan, pour plusieurs centaines aux Arméniens. La principale offensive a pour but de reprendre le raion de Kelbadjar, et donc de menacer le corridor de Latchin. Elle rencontre initialement peu de résistance et prend même l'importante passe d'Omar. Mais avec la réaction des Arméniens ont lieu les combats les plus sanglants de la guerre, et les Azerbaïdjanais sont sévèrement défaits. Plusieurs brigades azerbaïdjanaises sont isolées lorsque les Arméniens reprennent la passe, puis encerclées et liquidées.

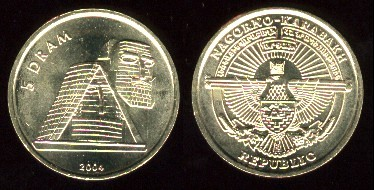
Nous sommes nos montagnes, statue et symbole du Karabagh, monnaie locale.

Alors que la donne politique a été modifiée à plusieurs reprises en Azerbaïdjan, de nombreux soldats arméniens au Karabagh ont affirmé que les jeunes, même les Azéris, sont démoralisés et manquent du sens du devoir et d'engagement dans la guerre. Cette réalité est reflétée par un journaliste qui a écrit que « à Stepanakert, il est impossible de trouver un homme sans incapacité physique — qu'il s'agisse d'un volontaire d'Arménie ou d'un résident local. [Alors qu'en] Azerbaïdjan, les hommes en âge de se battre traînent dans les bars ». Avant sa mort en 1989, Andreï Sakharov partageait également cette opinion, ayant déclaré que « pour l'Azerbaïdjan, la question du Karabagh est une question d'ambition ; pour les Arméniens du Karabagh, c'est une question de vie ou de mort ».

## Guerre aérienne
La guerre aérienne au Karabagh implique principalement des avions de chasse et des hélicoptères. Les hélicoptères utilisés pour le transport par les deux parties sont de type Mil Mi-8 et Mil Mi-17.
La force aérienne arménienne ne consiste qu'en deux avions de type Soukhoï Su-25, dont l'un est perdu à la suite d'un tir ami, et de plusieurs avions de type Soukhoï Su-17 qui, en raison de leur âge, sont passés au second plan pendant toute la guerre.
La force aérienne azerbaïdjanaise se compose de quarante-cinq avions de combat, souvent pilotés par des pilotes expérimentés, russes ou ukrainiens, des mercenaires issus de l'armée soviétique. Ils effectuent leurs sorties avec des avions de type Mikoyan-Gourevitch MiG-25 et Soukhoï Su-24, ainsi qu'avec des engins moins récents, comme des avions de type Mikoyan-Gourevitch MiG-21. Leur salaire s'élève à 5 000 roubles par mois et ils bombardent souvent Stepanakert. Ces pilotes, comme les hommes des troupes soviétiques de l'Intérieur au début du conflit, sont pauvres et effectuent ce travail pour faire vivre leur famille. Plusieurs sont abattus par les Arméniens, avec l'assistance de Russes d'après l'un de leurs commandants, et risquent l'exécution. L'établissement d'un système de défense gêne cependant considérablement la capacité azerbaïdjanaise de continuer à mener des frappes aériennes.

## Cessez-le-feu du 16 mai 1994

Situation du 16 mai 1994 au 10 novembre 2020.

Après six années de combats intenses, les parties sont prêtes pour un cessez-le-feu. L'Azerbaïdjan, après avoir épuisé presque toutes ses forces vives, compte sur un cessez-le-feu proposé soit par la CSCE soit par la Russie, les Arméniens déclarant que la route vers Bakou leur est ouverte. Le front reste cependant confiné au Karabagh et aux raions adjacents. Les contacts diplomatiques s'intensifient entre l'Arménie et l'Azerbaïdjan dans le courant du mois de mai. Les derniers combats ont lieu non loin de Chahoumian, lors d'une série de brefs engagements entre les forces arméniennes et azerbaïdjanaises près du village de Golestan.
Le 16 mai, les dirigeants de l'Arménie, de l'Azerbaïdjan, du Karabagh et de la Russie se rencontrent à Moscou afin de conclure une trêve qui en appellerait à une cessation effective des hostilités. En Azerbaïdjan, beaucoup accueillent positivement la fin des combats, alors que d'autres pensent que les forces de maintien de la paix chargées de se déployer dans la région n'auraient pas dû venir de Russie. Des combats sporadiques continuent ici et là, mais toutes les parties déclarent qu'elles continueront à respecter le cessez-le-feu.

## Bilan

### Un conflit gelé jusqu'en 2020

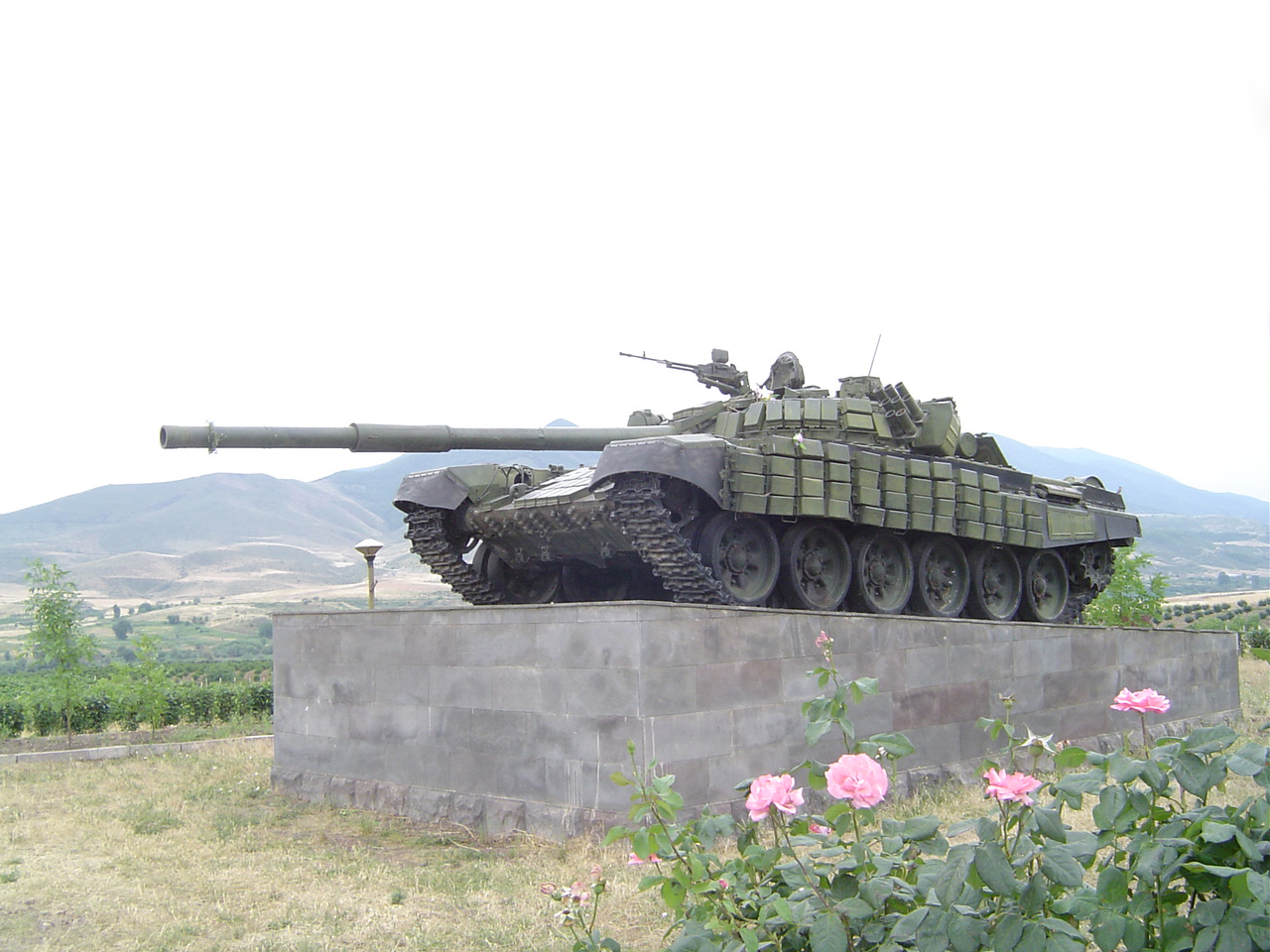
Monument commémoratif (un char T-72) à proximité de Stepanakert.

De nos jours, le conflit du Haut-Karabagh reste l'un des multiples conflits gelés de l'ex-URSS, avec, par exemple, celui entre la Géorgie et ses républiques séparatistes d'Abkhazie et d'Ossétie du Sud, ou celui entre la Moldavie et la Transnistrie. Le Karabagh reste sous le contrôle du gouvernement de la république du Haut-Karabagh, avec sa propre armée, les Forces armées du Haut-Karabagh.
Depuis 1995, l'OSCE offre sa médiation, via le groupe de Minsk, aux gouvernements d'Arménie et d'Azerbaïdjan afin de parvenir à une solution acceptable du différend. De nombreuses propositions ont été faites, basées sur des concessions à réaliser par toutes les parties. L'une d'entre elles stipulait que, si les forces arméniennes se retiraient des sept raïons entourant le Karabagh, l'Azerbaïdjan partagerait certains de ses avoirs économiques, y compris les profits générés par un oléoduc qui partirait de Bakou vers la Turquie, en passant par l'Arménie. D'autres proposaient la plus large forme d'autonomie à l'enclave, au sein de l'Azerbaïdjan. Des pressions ont également été exercées sur l'Arménie, comme l'exclusion de projets économiques majeurs dans la région, tels que l'oléoduc Bakou-Tbilissi-Ceyhan. La plupart des propositions d'autonomie ont été rejetées par les Arméniens comme non négociables. Quant à lui, l'Azerbaïdjan refuse de voir la question non résolue et menace régulièrement de reprendre les hostilités.
Le 30 mars 1998, Robert Kotcharian est élu président de l'Arménie ; il a continué à rejeter les appels en faveur d'une solution définitive du conflit. En 2001, Kotcharian et Aliev se rencontrent à Key West (Floride) pour discuter de la question mais, malgré l'optimisme de plusieurs diplomates occidentaux, l'opposition croissante à toute concession par les deux pays fait s'évanouir les espoirs de résolution pacifique du conflit. L'élection, le 15 octobre 2003, d'Ilham Aliev à la présidence de l'Azerbaïdjan et celle de Serge Sargsian (originaire du Haut-Karabagh) à la présidence de l'Arménie le 19 février 2008 n'ont guère modifié la situation. Les tensions se sont même ravivées en mars 2008 : alors que, sur le front diplomatique, Ilham Aliev répète à nouveau que l'Azerbaïdjan fera usage de la force, si nécessaire, pour reprendre la région, des incidents se produisent sur la ligne de contact. La violation la plus significative du cessez-le-feu se produit le 5 mars 2008, avec la mort de huit à seize soldats. De plus, l'usage d'artillerie démarque ces incidents des escarmouches précédentes lors desquelles seules des armes légères ont été utilisées.
En 2009 le groupe de Minsk définit les Principes de Madrid comme base de négociation, lesquels sont acceptés par les deux parties. Plusieurs fois une solution au conflit semble proche, mais aucun accord n'est jamais signé. Finalement à partir de 2016 les relations se dégradent de nouveau et la médiation du groupe de Minsk reste dans l'impasse.

### Droit des conflits armés
Issus de l'effondrement de l'Union soviétique, les nouveaux États ne sont pas directement devenus parties aux conventions internationales, et notamment celles régissant le droit des conflits armés, comme les conventions de Genève ; ces dernières ne sont ratifiées par l'Azerbaïdjan et par l'Arménie qu'à la mi-1993. Les règles coutumières et impératives du droit des conflits armés s'imposaient néanmoins directement à ces nouveaux États. Il semble ainsi ne pas faire de doute que des crimes de guerre ont été commis durant le conflit.
Les différents gouvernements (y compris celui du Karabagh) ont régulièrement accusé l'ennemi d'avoir commis des atrocités, accusations parfois confirmées par de tierces parties. Le massacre de Khodjaly, par exemple, a été confirmé à la fois par Human Rights Watch et Memorial, tandis que le massacre de Maragha a été en premier confirmé par l'ONG britannique Christian Solidarity Worldwide en 1992. L'Azerbaïdjan a également été critiqué pour son usage des bombardements aériens sur des zones densément peuplées de civils. Des cas de soldats morts dépouillés et mutilés (des oreilles, rapportées du front comme trésors de guerre ou souvenirs) ont été rapportés. Des cas d'échange, non par des soldats mais par des civils, de prisonniers ont également été enregistrés. Des soldats ont été capturés dans ce seul but.
Après la fin de la guerre, les parties s'accusent de continuer à détenir des prisonniers ; l'Azerbaïdjan accuse l'Arménie de détenir 5 000 Azéris, les Arméniens accusant l'Azerbaïdjan de détenir 600 des leurs. L'ONG Helsinki Initiative 92 a enquêté au sujet de deux prisons à Chouchi et Stepanakert mais a conclu qu'il n'y avait pas là de prisonniers de guerre, comme une autre enquête dans le camp adverse.

### Réfugiés

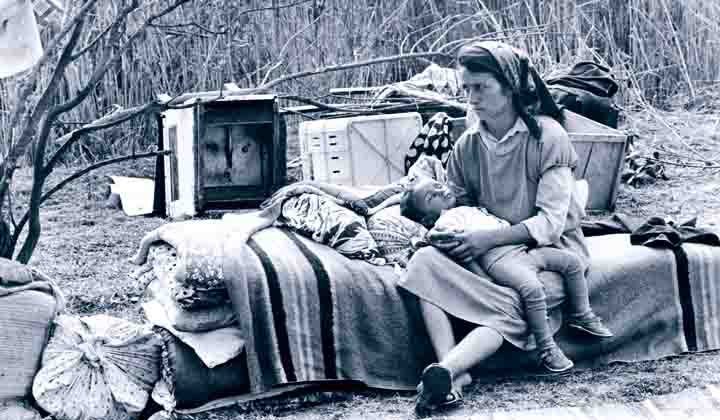
Réfugiés azéris.

Le nombre de réfugiés déplacés par les combats se monte à un million. Environ 400 000 Arméniens ont fui l'Azerbaïdjan vers l'Arménie ou la Russie, et quelque 30 000 autres ont quitté le Karabagh. Parmi ces derniers, beaucoup sont rentrés au Karabagh à la fin de la guerre. Environ 724 000 Azéris ont été déplacés par les combats, y compris ceux d'Arménie et du Karabagh. D'autres groupes ethniques de l'enclave ont été forcés de se réfugier dans des camps construits par l'Azerbaïdjan et par l'Iran.

### Atteintes aux biens culturels
L'animosité envers les Arméniens a également conduit à la destruction de milliers de khatchkars, dans des cimetières au Nakhitchevan. Les premières destructions ont lieu en 1998, s'arrêtent provisoirement, et continuent jusqu'en 2005.

### Le rôle de la Russie
La Russie a joué un rôle double et souvent trouble durant la guerre. Les faucons du gouvernement soviétique ont soutenu l'Azerbaïdjan durant les premières phases du conflit parce que « jusqu'à la disparition de l'Union soviétique [...] l'Azerbaïdjan fut le dernier bastion de l'orthodoxie communiste dans le Caucase ». Durant la guerre, un contingent de 23 000 soldats est basé près de Gyumri. En Azerbaïdjan, les troupes russes ont accéléré leur retrait après l'assaut sur Khodjaly, et l'ont achevé avec un an d'avance, en 1993.
Le soutien russe lors de la guerre est resté officiellement neutre. Mais malgré cette politique, les deux parties ont accusé l'armée russe de favoritisme. Bien qu'il soit connu que des Russes luttèrent comme mercenaires des deux côtés, un soutien militaire russe officiel ne repose que sur les récits de témoins visuels. Il a été dit que les unités militaires russes ont coopéré avec les unités arméniennes lors de la prise de Khodjaly, et de même avec les unités azerbaïdjanaises pendant leur offensive de l'été 1992. Après le retrait officiel du Karabagh du 366e régiment russe, de nombreux mercenaires russes ont continué à se battre du côté arménien, ne voyant pas de futur en Russie. Un correspondant du Boston Globe a témoigné avoir vu en mars 1992 « un bon petit nombre de troupes non arméniennes dans et autour de Stepanakert ». Parmi elles se trouvait le lieutenant-colonel Iouri Nikolaïevitch ***[réf. nécessaire], qui est dit avoir été vice-commandant du 366e régiment motorisé, passé aux Arméniens avec une bonne partie de l'équipement militaire du régiment. Lorsque l'Azerbaïdjan a dénoncé l'implication d'unités russes basées en Arménie lors d'offensives arméniennes, les Arméniens ont affirmé qu'il s'agissait de volontaires russes. Le 11 septembre 1992, les forces azerbaïdjanaises ont capturé à proximité de Karvachar six Russes des forces spéciales de la 7e armée russe, basée en Arménie. Ces hommes auraient été payés en roubles par le ministère arménien de la Défense pour une mission dans les environs du village de Srkhavend, au Karabagh. Des soldats d'ascendance arménienne servant dans la 127e division de fusiliers motorisés russe, basée à Gyumri en Arménie, ont été capturés dans le même raïon en janvier 1994.